# Pristimantis batrachites
Espèce
Synonymes
- Eleutherodactylus batrachites Lynch, 2003

Statut de conservation UICN

 EN  : En danger
Pristimantis batrachites est une espèce d'amphibiens de la famille des Craugastoridae.

## Répartition
Cette espèce est endémique du département de Norte de Santander en Colombie. Elle se rencontre à Cucutilla entre 2 180 et 2 250 m d'altitude dans la cordillère Orientale.

## Publication originale
- Lynch, 2003 : New species of frogs (Eleutherodactylus: Leptodactylidae) from the Cordillera Oriental of Norte de Santander and Santander, Colombia. Revista de la Academia Colombiana de Ciencias Exactas Fisicas y Naturales, vol. 27, no 104, p. 449-460.